# Ivan Turgenev
Ivan Sergejevitj Turgenev (russisk: Иван Сергеевич Тургенев, tr. Ivan Sergejevitj Turgenev; født 9. november 1818 i Orjol i Rusland, død 3. september 1883 i Bougival i Frankrig) var en russisk forfatter. Sammen med de yngre Dostojevskij og Lev Tolstoj gav Turgenev russisk litteratur status i allerforreste række i anden halvdel af 1800-tallet.
Han var af adelsslægt og søn af en officer. Han studerede ved universiteter i Rusland og Berlin og boede en stor del af livet i Paris. I 1847 udkom hans første noveller i samlingen En jægers dagbog. I 1862 udkom romanen Fædre og sønner, der fik Turgenevs popularitet til at styrtdykke i Rusland, fordi venstrefløjen tog bogen til indtægt, men ikke fandt den radikal nok, mens højrefløjen anså dens beskrivelse af den radikale Bazarov som forherligende.

## Trivia
- J.P. Jacobsens roman Niels Lyhne er inspireret af Turgenev.